# Elecciones provinciales de Guayas de 2019
Las elecciones provinciales de Guayas de 2019 hacen referencia al proceso electoral que se llevó a cabo el 24 de marzo de 2019. Las elecciones provinciales determinaron, por sufragio directo de los electores, las dignidades que encabezarían el consejo provincial por un período de cuatro años comprendidos entre el 2019 y el 2023. Se eligió a un prefecto y viceprefecto en binomio electoral para el período 2019/23.

## Antecedentes
Tras el triunfo de la opción "Sí", en el Referéndum de Ecuador de 2018, la posibilidad de reelección a todas las autoridades de elección popular que hayan hecho uso de su única reelección que la constitución faculta quedó anulada. 
En el año 2015 la Asamblea Nacional de Ecuador aprobó mediante reforma la llamada Reelección Indefinida de todas las autoridades de elección popular, sin embargo, el Alcalde Jaime Nebot ya había dado a conocer su decisión de no participar en una eventual reelección, las reformas aprobadas por la Asamblea Nacional en 2015 automáticamente fueron derogadas luego del triunfo de la opción "Sí", en el Referéndum de Ecuador de 2018.

## Desarrollo

### Etapa preelectoral
La etapa preelectoral corre desde el término de las elecciones presidenciales de Ecuador en 2017, durante la cual se perfilan una serie de precandidatos no oficiales. Los partidos designarán a sus candidatos de manera oficial en el mes de noviembre de 2018 cuando se recepten las inscripciones de candidaturas en el Consejo Nacional Electoral.

#### Precandidaturas retiradas
| Lista | Logo | Partido / Movimiento                                                                             | Precandidato            | Fecha de Renuncia         | Razón                                                       | Ref                     |
| ----- | ---- | ------------------------------------------------------------------------------------------------ | ----------------------- | ------------------------- | ----------------------------------------------------------- | ----------------------- |
| 2     |      | Acuerdo por el Guayas: Movimiento Unidad Popular                                                 | Juan Cervantes          | 30 de septiembre del 2018 | Pierde primarias de UP Endosa candidatura de Valentín Sala  | [ 1 ] [ 2 ] [ 3 ] [ 4 ] |
| 18    |      | Acuerdo por el Guayas: Movimiento de Unidad Plurinacional Pachakutik Movimiento Montecristi Vive | Galo Mendoza            | 30 de septiembre del 2018 | Pierde primarias de UP Pachakutik selecciona otro candidato | [ 1 ] [ 2 ] [ 3 ] [ 4 ] |
| 35    |      | Coalición PAÍS-CD-MDS: Movimiento Alianza PAIS, Patria Altiva i Soberana                         | José Francisco Cevallos | 28 de noviembre del 2018  | Motivos personales Coalición no formada                     | [ 5 ]                   |

## Candidaturas
| Lista | Logo | Partido / Movimiento                                          | Prefecto                     | Viceprefecto               | Cargos Previos (Prefecto)                                                |
| ----- | ---- | ------------------------------------------------------------- | ---------------------------- | -------------------------- | ------------------------------------------------------------------------ |
| 2     |      | Unidad Popular                                                | Valentín Sala Valazza        | Andrea González Nader      | Presidente del Movimiento Pueblo Positivo                                |
| 3     |      | Partido Sociedad Patriótica                                   | Alberto Merchán Lazo         | Karina Arteaga García      | Gobernador del Guayas (2003)                                             |
| 4     |      | Movimiento Ecuatoriano Unido                                  | Víctor Hugo Coloma Rodríguez | Tamara Hidalgo Zapata      | Presidente del Colegio de Ingenieros Electrónicos                        |
| 5     |      | Fuerza Compromiso Social                                      | Pierina Correa Delgado       | Francisco Estarellas Solis | Presidenta de la Federación Deportiva del Guayas                         |
| 6 75  |      | Partido Social Cristiano Movimiento Cívico Madera de Guerrero | Carlos Luis Morales Benitez  | Susana González Rosado     | Concejal Municipal de Guayaquil (2014 - 2018)                            |
| 7     |      | Adelante Ecuatoriano Adelante                                 | Leonardo Escobar Bravo       | María Teresa Puente        | Ministro de Agricultura (2004)                                           |
| 8     |      | Avanza                                                        | Antonio Orbe Baldeón         | Ginger Ordóñez Galarza     | Presidente Provincial de Avanza                                          |
| 9     |      | Movimiento Libertad es Pueblo                                 | Johnnie Jorgge Álava         | Violeta Badaraco Delgado   | Coordinador Nacional del Movimiento Fuerza Rural - Campesina Ecuatoriana |
| 10    |      | Partido FE                                                    | Alfredo Adum Zaide           | Alemania Centeno Henk      | Prefecto del Guayas (1984 - 1986)                                        |
| 11    |      | Movimiento Justicia Social                                    | Jimmy Salazar Gaspar         | Jennifer Calderón          | Presidente del Colegio de Abogados del Guayas                            |
| 12    |      | Izquierda Democrática                                         | Jorge Cedeño López           | Ruth Guevara               | Economista                                                               |
| 17    |      | Partido Socialista Ecuatoriano                                | María Elsa Viteri Acaiturri  | Jorge Jaramillo Herrería   | Ministra de Economía (2008 - 2010) / (2018)                              |
| 18    |      | Pachakutik                                                    | Luis Alvarado Buenaño        | Andrea Arteaga Goya        | Coordinador nacional del Pueblo Montuvio                                 |
| 19    |      | Unión Ecuatoriana                                             | Álvaro Lituma Argudo         | Narcisa Alexandra García   | Abogado                                                                  |
| 20    |      | Democracia Sí                                                 | Juana Vallejo Klaere         | Eduardo Sánchez Peralta    | Gobernadora del Guayas (1988) / (2018)                                   |
| 21    |      | Movimiento CREO                                               | Poly Ugarte Guzmán           | Diego Arosemena Navas      | Asambleísta Nacional (2017 - 2018)                                       |
| 23    |      | Movimiento SUMA                                               | Fernando León Gavilanez      | Nelly Plúas Rodríguez      | Presidente Provincial de SUMA                                            |
| 33    |      | Movimiento Juntos Podemos                                     | Cecilia Calderón Prieto      | Andrés Freire Paredes      | Diputada Nacional (1998 - 2003)                                          |
| 51    |      | Concertación                                                  | Jorge Norero González        | Gabriela Pileggi Véliz     | Alcalde de Guayaquil (1985 - 1986)                                       |
| 63    |      | Movimiento Emergente de Transparencia y Acción, META          | Miguel Palacios Frugone      | Ana María Meza Bajaña      | Presidente de la Junta Cívica de Guayaquil                               |

Fuente:

## Resultados

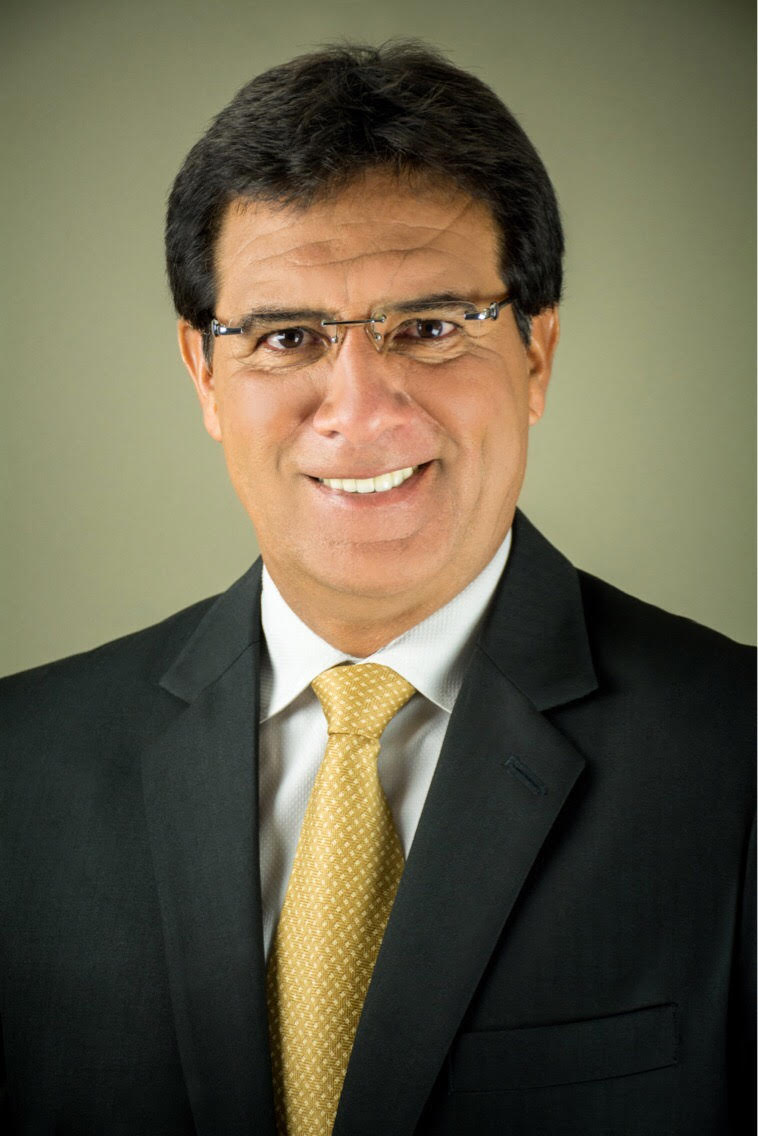
Carlos Luis Morales, Prefecto de Guayas electo.

|  | 47.87 % |

|  | 17.42 % |

|  | 13.27 % |

|  | 3.11 % |

|  | 2.63 % |

|  | 2.56 % |

|  | 2.23 % |

|  | 2.05 % |

|  | 1.75 % |

|  | 1.01 % |

|  | 0.89 % |

|  | 0.86 % |

|  | 0.79 % |

|  | 0.65 % |

|  | 0.60 % |

|  | 0.58 % |

|  | 0.49 % |

|  | 0.46 % |

|  | 0.44 % |

|  | 0.33 % |

|  | 100 % |